# 皮翼目
皮翼目（flying lemurs）常统称为鼯猴，是脊索动物门哺乳纲的一个目，现仅存鼯猴科一科，特产於东南亚。

## 名称来历
鼯猴名称描述其外观像鼯鼠又像狐猴，其面部像狐猴，又可以像鼯鼠一样滑行，但与两者无关。

## 习性
滑翔能力极强。

## 分类
本目是灵长总目的成员，当中的灵长目是本目的现存姐妹群，两者共同组成灵长形上目。

### 内部分类
史前曾经有许多个科，鼯猴科的成员也比现在多。与史前比较，本目多样性是处在衰败状态下，现仅存1科2属2种。已知现存与化石成员如下：
- 鼯猴科 Cynocephalidae
  - 鼯猴属 Cynocephalus
    - 菲律賓鼯猴 Cynocephalus volans

  - 斑鼯猴属 Galeopterus
    - 巽他鼯猴 Galeopterus varigatus

  - †皮翼兽属 Dermotherium
    - †大皮翼兽 Dermotherium major
    - †怪皮翼兽 Dermotherium chimaera
- †混咬兽科 Mixodectidae
  - †混咬兽属 Mixodectes
  - †Dracontolestes
    - †Dracontolestes aphantus

  - †Eudaemonema
    - †Eudaemonema cuspidata
- †侧膜兽科 Plagiomenidae
  - †侧膜兽属 Plagiomene
  - †游翔兽属 Planetetherium